# ایاز اسحاقی

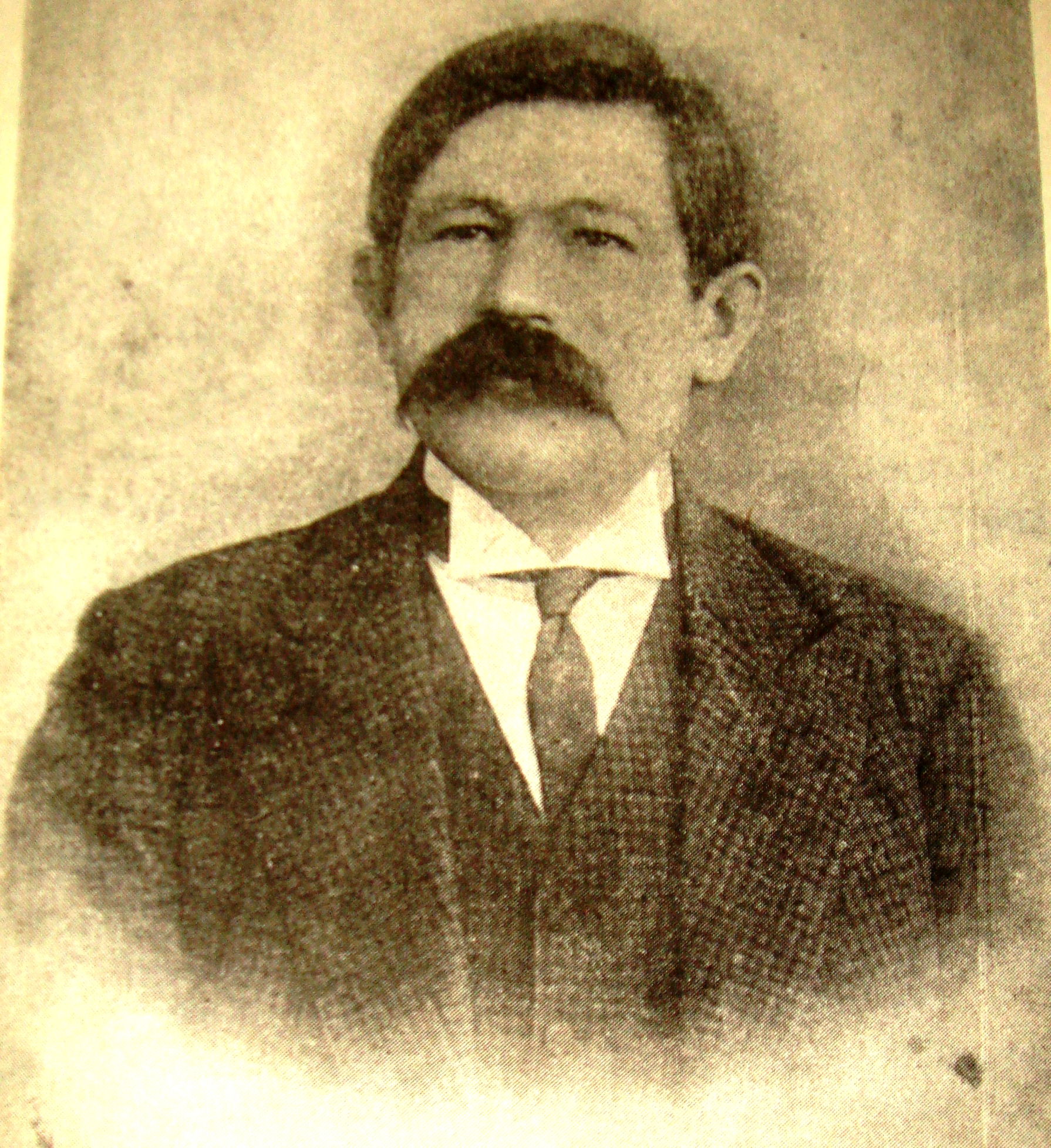
اسحاقی در ۱۹۱۱.

ایاز اسحاقی یا عیاض اسحاقی (تاتاری: Гаяз Исхакый, روسی: Гаяз Исхаки, تلفظ بومی: ایاز ایشاکی) (۱۰ فوریه ۱۸۷۸– ۲۲ ژوئیه ۱۹۵۴) شخصیت برجسته جنبش ملی تاتار، نویسنده، روزنامه‌نگار، ناشر و سیاستمدار بود.

## زندگی‌نامه
گایاز ایشاکی در سال ۱۸۷۸ در روستای یائوشیرما در نزدیکی کازان در خانواده‌ای تاتار متولد شد. او در سنین پایین توسط پدرش تحت آموزش خانگی قرار گرفت و بعد برای تحصیل به مدرسه (مدرسه دینی) اعزام شد. وی تحصیلات خود را در مدرسه معلمان روسی-تاتاری (۱۸۹۸–۱۹۰۲) ادامه داد.
ایاز ایشاکی در سال ۱۹۰۴ به کازان نقل مکان کرد و در آنجا با سوسیالیست‌ها آشنا شد و برخی از دیدگاه‌های آنها را پذیرفت. وی درگیر فعالیت‌های انقلابی شد، در کنگره مسلمانان در سال ۱۹۰۵ شرکت کرد و متعاقباً دستگیر شد و در سال ۱۹۰۷ به زندانی در نزدیکی شهر آرخانگلسک در شمال روسیه فرستاده شد.
پس از انقلاب فوریه ۱۹۱۷، او در فعالیت‌هایی با هدف دستیابی به خودمختاری فرهنگی برای تاتارهای ولگا و دیگر اقوام ترک ساکن در روسیه شرکت داشت. در نتیجه فعالیت‌های وی، مقامات شوروی کارزاری را برای آزار و اذیت و آزار علیه او و همکارانش آغاز کردند. وی در سال ۱۹۲۰ مجبور به مهاجرت شد. پس از اقامت در آلمان، ایاز ایشاکی در سال ۱۹۲۸ انتشار مجله ای به زبان تاتاری "میلی یول" (به‌معنای "راه ملت") را آغاز کرد. و در سال ۱۹۳۱ ریاست کمیته استقلال مسلمانان در ایدل اورال را بر عهده داشت.
در سال ۱۹۳۹ مجله بسته شد و ایشاکی تصمیم به مهاجرت به ترکیه گرفت. پس از جنگ جهانی دوم دوباره درگیر فعالیتهای سیاسی شد.
وی در طول زندگی خود به لهستان، آلمان، ژاپن، چین و ترکیه سفر کرد و در آنجا سعی کرد مطبوعاتی به زبان تاتاری تأسیس کند و جوامع متفرقه مهاجرت‌کرده تاتار را متحد کند.
سرانجام‌ ایشاکی در سال ۱۹۵۴ درگذشت و در قبرستان ادیرنکاپی استانبول به خاک سپرده شد.